# Mesa de los Alzati
Mesa de los Alzati es una localidad del estado mexicano de Michoacán. Es parte del municipio de Zitácuaro.

## Toponimia
El nombre «Alzati» rinde homenaje a los hermanos José, María, Marcos y Darío Alzati, partícipes de la Segunda intervención francesa en México en favor del bando republicano.

## Demografía
| Gráfica de evolución demográfica |
|                                  |

| Censo | Población |
| ----- | --------- |
| 1970  | 398       |
| 1980  | 643       |
| 1990  | 410       |
| 2000  | 637       |
| 2010  | 931       |
| 2020  | 1195      |